# Sarandi (Paraná)
Sarandi is een gemeente in de Braziliaanse deelstaat Paraná. De gemeente telt 84.651 inwoners (schatting 2009).

## Aangrenzende gemeenten
De gemeente grenst aan Marialva en Maringá.